# Arcidiecéze lyonská
Arcidiecéze lyonská (lat. Archidioecesis Lugdunensis, franc. Archidiocèse de Lyon) je starobylá francouzská římskokatolická arcidiecéze, založená v průběhu 2. století. Na arcidiecézi byla povýšena ve 3. století. Leží na území departementu Rhône a arrondissementu Roanne. Sídlo arcibiskupství i katedrála svatého Jana Křtitele se nachází v Lyonu. Arcidiecéze je hlavou lyonské církevní provincie.
Arcibiskupovi z Lyonu náleží titul primas Galie.

## Historie

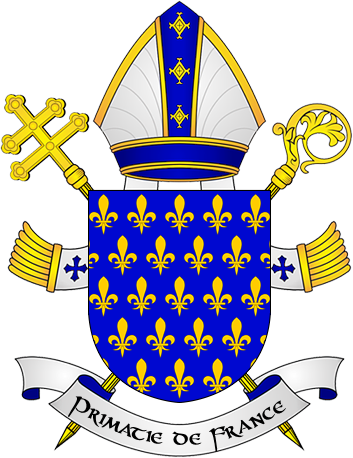
Znak primase v Galii

Biskupství bylo v Lyonu založeno v průběhu 2. století, na arcibiskupství bylo povýšeno v průběhu 3. století.
V důsledku konkordátu z roku 1801 byly 29. listopadu 1801 zrušeny diecéze Belley a Mâcon, jejichž území bylo zcela (v případě diecéze Belley) a zčásti (v případě diecéze Mâcon), včleněno do území lyonské arcidiecéze.
Belleyská diecéze byla 6. října 1822 obnovena, k témuž datu došlo i ke změně názvu arcidiecéze na Lyon-Vienne.
K další územní ztrátě došlo v lyonské arcidiecézi 26. prosince 1970, kdy byla zřízena diecéze Saint-Etienne (česky Diecéze svatoštěpánská).
Dne 15. prosince 2006 došlo znovu ke změně názvu, resp. k návratu k původnímu; arcidiecéze lyonská. Titul zaniklé arcidiecéze Vienne byl přidán do názvu diecéze Grenoble-Vienne, která je sufragánem lyonské arcidiecéze.

## Sídelní arcibiskup
Od 16. července 2002 byl arcibiskupem-metropolitou Mons. Philippe kardinál Barbarin. Ten podal svou rezignaci papeži v roce 2020. Papež František jmenoval apoštolského administrátora Mons. Dubosta, aby arcidiecéze nezůstala bez správy. Na jmenování nového arcibiskupa lyonského se čeká. Dne 22. října 2020 byl jmenován Mons. Olivier de Germay novým arcibiskupem lyonským.

## Biskupové a arcibiskupové z Lyonu

### Biskupové z Lyonu
- Pothinus (dosvědčen 177)[2]
- Irenej[2]
- Zachariáš (195 – po 202)[2]
- Helios z Lyonu
- Faustinus (3. čtvrtina 3. století)
- Lucius Verus
- Julius
- Ptolemaeus
- Vocius (dosvědčen 314)
- Maximus (Maxime)
- Tétradius (Tetrade)
- Verissimus (činný v roce 343)
- Justus z Lyonu (374–381)
- Alpinus z Lyonu (asi 390–397)
- Martin (asi 397–400)
- Antiochus z Lyonu (400–410)
- Elpidius z Lyonu (410–422)
- Sicarius (422–433)
- Eucherius z Lyonu (asi 433–450)
- Patiens z Lyonu (456–498)
- Lupicinus z Lyonu (491–494)
- Rusticus (494–501)[3]
- Stephanus (501 – před 515)[3]
- Viventiolus (515–523)

### Arcibiskupové z Lyonu
- Lupus (535–542)[3]
- Licontius (Léonce)
- Sardot nebo Sacerdos (549–552)
- Nicetius nebo Nizier (552–573)[3]
- Priscus z Lyonu (573–588)
- Ætherius (588–603)
- Aredius (603–615)
- Viventius z Lyonu
- Annemund nebo Chamond (asi 650)
- Genesius nebo Genes (660–679/680)
- Lambertus (asi 680–690)
- Leidrad (798–814)
  - Agobard, chorbiskup (808?–814)
- Agobard (814–834, 837–840)
  - Amalarius z Met (834–837), administrátor
- Amulo (840–852)
- Remigius (852–875)
- Aurelianus (875–895)
- Alwala z Montdoru (895–905)
- Bernardus (906–907)
- Austerius (906–asi 919)
- Remi (asi 916–922)
- Anscheric (před 926–927)
- Guy (928–949)
- Burchard II. z Lyonu (?–?)
- Amblard (asi 957–978)
- Burchard III. z Lyonu (978–1032)
- Odolric (1041–1046)
- Halinard (1046–1052)
- Geoffroy de Vergy (1054–1064)
- Humbert (1064–1076)

### Arcibiskupové z Lyonu a primáti Galie

#### Od roku 1077 do 1389
- Gebuin (1077–1082)
- Hugues z Die (1081–1106)
- Jauceran nebo Gaucheran (1107–1118)
- Humbaud (1118–1128)
- Renaud ze Semuru (1128–1129)
- Petr (1131–1139)
- Faucon de Bothéon (1139–1142)
- Amadeus nebo Amé (1142–1148)
- Humbertus de Bagé (1148–1153)
- Hercules de Montboissier (1153–1163)
- Dreux nebo Drogon (1163–1164)
- Guichard z Pontigny (1164–1180)
- Jean de Belles-mains nebo Bellème nebo Belmeis (1182–1193)
- Renaud de Forez (1193–1226)
- Robert z Auvergne (1227–1234)
- Radulfus de Pinis (1236)
- Aimeric Guerry (1237–1245)
- Philippe Savojský, administrátor (1246–1267)
- Gui de Mello (1267–1272)
- Pierre de Tarentaise, O.P. (1272–1273)
- Ademar de Roussillon, O.S.B. (1273–1283)
- Bérard de Got (1289–1294)
  - Ludvík z Anjou, O.F.M. (1290–1295)
- Henri de Villars (1295–1301)
- Ludvík de Villars (1301–1308)
- Petr Savojský (1308–1332)
- Guillaume de Sure (1332–1340)
- Guy de Bologne (1340–1342)
- Henri II. de Villars (1342–1354)
- Raymond Saquet (1356–1358)
- Guillaume II. de Thurey (1358–1365)
- Charles d'Alençon (1365–1375)
- Jean II. de Talaru (1375–1389)

#### Od roku 1389 do 1799
- Philippe de Thurey (1389–1415)
- Amédée de Talaru (1417–1444)
- Geoffroy II. de Versailles (1444–1446)
- Karel II. Bourbonský (1447–1488)
- Hugues II. de Talaru (1488–1499)
- André d'Espinay, kardinál (1499–1500)
- François de Rohan (1501–1536)
- Jan Lotrinský (1537–1539)
- Ippolito II. d'Este, administrátor (1539–1551)
- François de Tournon (1551–1562)
- Ippolito II. d'Este, administrátor (1562–1564)
- Antoine d'Albon (1564–1573)
- Pierre d'Épinac (1573–1599)
- Denis-Simon de Marquemont (1612–1626)
- Charles Miron (1626–1628)
- Alphonse-Louis du Plessis de Richelieu (1628–1653)
- Camille de Neufville de Villeroy (1653–1693)
- François-Paul de Neufville de Villeroy (1714–1731)
- Charles-François de Châteauneuf de Rochebonne (1732–1739)
- Pierre Guérin de Tencin (1740–1758)
- Antoine de Malvin de Montazet (1758–1788)
- Yves-Alexandre de Marbeuf (1788–1799)

#### Konstituční biskupové
- Antoine-Adrien Lamourette (1791–1794)
- Claude-François-Marie Primat (1798–1801)

### Primáti Galie a arcibiskupové Lyonu-Vienne
- Kardinál Joseph Fesch (29. července 1802 – 13. května 1839)
- Kardinál Joachim-Jean d'Isoard (1839)
- Kardinál Louis-Jacques-Maurice de Bonald (1839–1870)
- Jacques-Marie Ginoulhiac (1870–1875)
- Kardinál Louis-Marie Caverot (1876–1887)
- Kardinál Joseph-Alfred Foulon (1887–1893)
- Kardinál Pierre-Hector Coullié (1893–1912)
- Kardinál Hector Sévin (1912–1916)
- Kardinál Louis-Joseph Maurin (1916–1936)
- Kardinál Pierre-Marie Gerlier (1937–1965)
- Kardinál Jean-Marie Villot (1965–1967)
- Kardinál Alexandre Renard (1967–1981)
- Kardinál Albert Decourtray (1981–1994)
- Kardinál Jean Marie Balland (1995–1998)
- Kardinál Louis-Marie Billé (1998–2002)
- Kardinál Philippe Barbarin (2002–2020)
- Olivier de Germay (20. prosince 2020 – současnost)